# Maxym Horodynets
Maxym Horodynets (en ucraniano: Максим Городинетс; Komsomolsk del Dniéper, 11 de octubre de 1998) es un deportista ucraniano que compite en tiro, en la modalidad de pistola.
Ganó una medalla de oro en el Campeonato Mundial de Tiro de 2022 y dos medallas de oro en el Campeonato Europeo de Tiro de 2024.

## Palmarés internacional
| Campeonato Mundial | Campeonato Mundial | Campeonato Mundial | Campeonato Mundial                 |
| Año                | Lugar              | Medalla            | Prueba                             |
| ------------------ | ------------------ | ------------------ | ---------------------------------- |
| 2022               | El Cairo (Egipto)  | Medalla de oro     | Pistola rápida de fuego 25 m mixto |
| Campeonato Europeo |                    |                    |                                    |
| Año                | Lugar              | Medalla            | Prueba                             |
| 2024               | Osijek (Croacia)   | Medalla de oro     | Pistola rápida de fuego 25 m       |
| 2024               | Osijek (Croacia)   | Medalla de oro     | Pistola rápida de fuego 25 m mixto |